# Audiologia computacional
Audiologia computacional é um ramo da audiologia que emprega técnicas da matemática e informática para aprimorar o tratamento clínico e o entendimento científico do sistema auditivo. A audiologia computacional está intimamente relacionada à medicina computacional, que usa modelos quantitativos para desenvolver métodos aprimorados para diagnóstico e tratamento de doenças em geral.

## Visão geral
Em contraste com os métodos tradicionais em audiologia, a audiologia computacional enfatiza a modelagem preditiva e a análise em larga escala ("big data") em vez de estatísticas inferenciais e testes de hipóteses de pequena coorte. O objetivo da audiologia computacional é traduzir os avanços em ciência de dados, tecnologia da informação e aprendizado de máquina para cuidados na audiologia clínica. Pesquisas para entender a função auditiva e o processamento auditivo nos ser humano, bem como em animais, representam um exemplo da atuação da audiologia computacional. A investigação e o desenvolvimento de pesquisas para implementação de diagnósticos e tratamentos mais eficazes representam uma perspectiva translacional desse objetivo.
Para pessoas com dificuldades auditivas, zumbido, hiperacusia ou problemas de equilíbrio, esses avanços podem levar a diagnósticos mais precisos, novas terapias e opções avançadas de reabilitação, incluindo próteses inteligentes e aplicativos e-Health/mHealth. Para os profissionais, fornecer conhecimentos e ferramentas acionáveis para automatizar parte do percurso clínico.
O campo da audiologia computacional é interdisciplinar e inclui fundamentos em audiologia, neurociência, ciência da computação, ciência de dados, aprendizado de máquina, psicologia, processamento de sinais, processamento de linguagem natural e vestibulometria.

## Aplicação
Na audiologia computacional, modelos e algoritmos são usados para entender os princípios que regem o sistema auditivo, rastrear perdas auditivas, diagnosticar distúrbios auditivos, fornecer reabilitação, gerar simulações para educação do paciente, entre outros.

### Modelos computacionais de audição, fala e percepção auditiva
Durante décadas, modelos fenomenológicos e biofísicos (computacionais) foram desenvolvidos para simular características do sistema auditivo humano. Exemplos incluem modelos das propriedades mecânicas da membrana basilar, a cóclea estimulada eletricamente, mecânica da orelha médio, condução óssea, e a via auditiva central. Saremi et al. (2016) comparou 7 modelos contemporâneos, incluindo bancos de filtros paralelos, bancos de filtros em cascata, linhas de transmissão e modelos biofísicos. Mais recentemente, foram construídas e treinadas redes neurais convolucionais (CNNs) que podem replicar a função auditiva humana ou reproduzir mecânicas cocleares complexas com alta precisão. Embora inspirada na interconectividade das redes neurais biológicas, a arquitetura das CNNs é distinta da organização do sistema auditivo.

### Serviços de saúde auditiva conectados, sem fio e baseados na Internet
Muitas ferramentas possibilitam a inclusão de atendimento de audiologia em programas de telesaúde. Testes on-line de audiometria (ou triagem), medidas eletrofisiológicas, por exemplo, emissões otoacústicas e testes de triagem de fala no ruído estão se tornando cada vez mais disponíveis como ferramentas para promover a conscientização e permitir a identificação precoce precisa da perda auditiva em todas as idades, monitorar os efeitos da ototoxicidade e/ou ruído e orientar as decisões de cuidados auditivos e auditivos e dar suporte aos profissionais. Testes baseados em smartphones foram propostos para detectar fluido na orelha média usando impedanciometria e aprendizado de máquina. Os acessórios do smartphone também foram projetados para realizar timpanometria para avaliação acústica do tímpano da orelha média. Fones de ouvido de baixo custo conectados a smartphones também foram prototipados para detectar as fracas emissões otoacústicas da cóclea e realizar a triagem auditiva neonatal.

### Big data e inteligência artificial em audiologia e saúde auditiva
A coleta de um grande número de dados de audiogramas (por exemplo, os bancos de dados NIOSH ou NHANES) oferece aos pesquisadores oportunidades para encontrar padrões de configuração auditiva na população ou para treinar sistemas inteligência artificial (IA) que podem classificar audiogramas. O aprendizado de máquina pode ser usado para prever a relação entre vários fatores, por exemplo, prever a depressão com base na perda auditiva autorrelatada ou a relação entre o perfil genético e a perda auditiva. Os aparelhos auditivos e vestíveis fornecem a opção de monitorar o ambiente sonoro do usuário ou registrar os padrões de uso que podem ser usados para recomendar automaticamente as configurações que devem beneficiar o usuário.

### Abordagens computacionais para melhorar aparelhos e implantes auditivos
Os métodos para melhorar a reabilitação por implantes auditivos incluem a melhoria da percepção musical, modelos da interface eletrodo-neurônio, e um assistente de adaptação de implante coclear baseado em IA.

### Investigações baseadas em dados sobre perda auditiva e zumbido
Pesquisas online processadas com classificação baseada em aprendizado de máquina são usadas para diagnosticar o zumbido somatossensorial. Técnicas automatizadas de processamento de linguagem natural (PLN), aprendizado de máquina não supervisionado e supervisionado são usadas para analisar postagens sociais sobre zumbido e analisar a heterogeneidade dos sintomas.

### Diagnóstico de alterações auditivas
O aprendizado de máquina foi aplicado à audiometria para criar ferramentas de estimativa flexíveis e eficientes que não exigem tempo de teste excessivo para determinar a configuração auditiva do paciente. Da mesma forma, foram criadas versões baseadas em aprendizado de máquina de outros testes auditivos, incluindo a determinação de regiões mortas na cóclea ou contornos de sonoridade igual.

### e-Research (teste remoto, experimentos online, novas ferramentas e frameworks)
Exemplos de ferramentas de pesquisa incluem o Remote Testing Wiki, o Portable Automated Rapid Testing (PART), a Ecological Momentary Assessment (EMA) e o medidor de nível sonoro desenvolvido pelo NIOSH. Uma série de ferramentas pode ser encontradas online.

## Software e ferramentas
Software e grandes conjuntos de dados são importantes para o desenvolvimento e aplicação da audiologia computacional. Assim como em muitos campos da computação, grande parte da audiologia computacional está relacionada ao uso de software de código aberto e de sua manutenção, desenvolvimento e avanço contínuo.

## Campos relacionados
Biologia computacional, medicina computacional, patologia computacional são abordagens interdisciplinares para as ciências da vida que se baseiam em disciplinas quantitativas como matemática e ciência da informação.